# Jądro miażdżyste

Budowa krążka międzykręgowego. Jądro miażdżyste jest otoczone pierścieniem włóknistym

Jądro miażdżyste (łac. nucleus pulposus) – jedna ze składowych krążka międzykręgowego. Znajduje się w centralnej części krążka międzykręgowego, otoczone jest pierścieniem włóknistym. 